# NGC 6095
NGC 6095 is een elliptisch sterrenstelsel in het sterrenbeeld Draak. Het hemelobject werd op 27 mei 1886 ontdekt door de Amerikaanse astronoom Lewis A. Swift.

## Synoniemen
- UGC 10265
- MCG 10-23-33
- ZWG 298.14
- PGC 57411